# 葛記豪
葛記豪（1985年11月29日—）為臺灣籃球教練、前運動員，場上位置為控球後衛。在第六季超級籃球聯賽新人選秀會第三輪被璞園建築相中，在超級籃球聯賽獲得過年度第六人、年度後場防守球員、年度第一隊等榮耀，2017年9月從球員身分退役，在國立虎尾科技大學籃球隊與國立臺灣藝術大學籃球隊擔任教練。

## 外部連結
- 葛記豪的Instagram帳戶
- 葛記豪在fiba.basketball（英语）
- 葛記豪在Eurobasket.com（球員）（英语）